# Weeton (Lancashire)
Weeton – wieś w Anglii, w Lancashire. Leży 7,7 km od miasta Blackpool, 28,6 km od miasta Lancaster i 319,6 km od Londynu. Weeton jest wspomniana w Domesday Book (1086) jako Widetun.